# Наука и религия
«Наука и религия» — советский и российский ежемесячный научно-популярный журнал, издающийся с 1959 года.
В советское время публиковались материалы по вопросам истории и теории научного атеизма, методики и практики атеистической пропаганды, литературы и искусства, критики идеологии христианства, буддизма, ислама. Материалы, даже историко-религиоведческие, были направлены на критику религиозных институтов и мировоззрения верующих людей, хотя и отмечалось, что «рассчитан на массового читателя, в том числе верующего, а также на пропагандистов атеизма».
Журнал распространяется в России, странах СНГ, ближнего и дальнего зарубежья.

## История
Журнал был создан в 1959 году по личному распоряжению Н. С. Хрущёва, хотевшего «показать по телевизору последнего попа», как «ежемесячный научно-популярный атеистический иллюстрированный журнал» под эгидой Всесоюзного общества «Знание». В постановлении ЦК КПСС отмечалось, что издание предназначено для «публикации популярных статей, лекций и консультаций по естественнонаучной пропаганде, разоблачению и критике религиозной идеологии, по теории и истории научного атеизма, вопросам обобщения методики и практики научно-атеистической пропаганды, рецензирование и информация о выходящей научно-атеистической литературе» (Из постановления ЦК КПСС от 5 мая 1959 «О журнале „Наука и религия“»). Первый номер вышел в сентябре того же года.
Первоначально издание занимало активно обличительные позиции, так как предполагалось, что оно будет оказывать помощь читателям, занимающимся распространением научно-материалистического мировоззрения, борьбой за господство коммунистических духовных ценностей, пропагандой атеистического воспитания. Основными рубриками были «Духовный мир человека», «Практика: опыт, проблемы», «Университет лектора», «Религия, церковь, верующий», «История и современность», «Горизонты науки» и др.
В 1974 году тираж составлял 390 тысяч экземпляров. Главный редактор журнала О. Т. Брушлинская отмечает, что «для Высшей аттестационной комиссии то, что было опубликовано в нашем журнале, считалось научной публикацией. Поэтому почти все претенденты на кандидатские, докторские степени с диссертациями, связанными с религией и атеизмом, публиковались у нас». В состав редакционной коллегии входили С. И. Никишов (доктор философских наук, профессор и заведующий кафедрой научного коммунизма для естественных факультетов МГУ) и М. П. Новиков (заведующий кафедрой истории и теории атеизма и религии философского факультета МГУ), а также «членом редколлегии был директор Института научного атеизма при ЦК КПСС, крупный религиовед Виктор Иванович Гараджа».
Со второй половины 1980-х годов во времена гласности идеологический контроль ослаб и публикации стали более нейтральными и содержательными, а оформление обложки журнала более ярким, что сказалось на высокой популярности издания, достигшего тиража почти 1 млн экземпляров.
По словам Проваторова «в 1985 году наш журнал одним из первых выступил инициатором разработки закона о свободе совести. Мы подняли эту проблему ещё до того, как Горбачев заявил о необходимости создания религиозного законодательства в стране». О. Т. Брушлинская отмечает, что «С начала общественно-политических изменений в стране активно участвовал в выработке новой концепции государственно-церковных отношений, в налаживании диалога верующих и атеистов». В 1987 году, как отмечал Дмитрий Поспеловский, «из злобно-антирелигиозного он превратился в орган верующих и неверующих. Правда, под верующими подразумевались и поклонники оккультизма, астрологии, магии. Можно предположить, что такое широкое толкование предмета веры также подрывало традиционную веру: христианство подменялось учениями с весьма размытым и абстрактным представлением о божестве. Так что такие издания, как „Наука и религия“ в ее перестроечном и послеперестроечном виде, несут свою долю ответственности за массовое распространение неоязычества в современной России».
В 1990-е годы журнал перешёл в частную собственность и с тех пор издаётся компанией ООО «НИР ЛТД». Но вместе с коренными переменами в редакционной политике журнал столкнулся с денежными трудностями, поскольку редакции «хотелось бы, чтобы в журнале было больше цветных иллюстраций, чтобы бумага была получше», а журнал до сих пор существует только за счёт денег подписчиков и не продаётся в розницу, так и оттоком числа читателей, поскольку у общественности пропал интерес даже «к таким известным журналам, как „Иностранная литература“ или „Новый мир“».
В 1992 году, по словам В. Ф. Проваторова, «подъём журнала оборвал финансово-экономический кризис», а из-за своих атеистических убеждений «многие из наших коллег по перу отошли от журнала».
О. Т. Брушлинская отмечает:
«Сегодня в новых условиях, журнал старается развивать межконфессиональный диалог. Отвечая на духовные запросы общества, журнал обращается и к „вечным“ темам: смысл жизни и смерти, тайны бытия, загадки космоса и т. п. Большое место в журнале занимают материалы о традиционных в России религиях — православии, исламе и др.»
В настоящее время[какое?] в журнале существуют следующие рубрики: 
- «Заглянуть в новое тысячелетие»
- «Из истории Отечества»
- «Православная иконография»
- «Великие святыни»
- «Понять ислам»
- «Тайноведение»
- «Священная география»
- «Загадки Вселенной»

## Главные редакторы
- Колоницкий, Пётр Федотович (с 1959 по 1964)
- В. А. Мезенцев (с 1964 по 1968)
- А. С. Иванов (с 1968 по 1982)
- с 1982 по 1985 — главного редактора не было
- В. Ф. Проваторов (с июля 1985[8] по май 2007)
- О. Т. Брушлинская (с мая 2007 по июль 2016)
- С. Г. Антоненко (с июля 2016 по июль 2021)
- С. Ю. Ключников (с ноября 2021).

## Отзывы

### Положительные
Главный редактор В. Ф. Проваторов отмечал, что в журнале «публиковались ведущие советские специалисты по религии — историки, социологи, философы. В их числе можно упомянуть Шахнович, Крывелёва, Клибанова, Митрохина», а через «рассказ о религиозных традициях, через научный анализ доктрин разных религий читатель узнавал об истории Русской Православной Церкви, о мире ислама или буддизма». По словам Проваторова даже «были такие эпизоды», когда, авторы статей, съездившие по заданию редакции в командировку, вместо разоблачений писали и печатали статьи в защиту «священника, которого несправедливо обидело церковное начальство». А ещё он замечает, что «Когда журнал публиковал критические материалы о религии, то в них всё равно был очень большой задел позитивного знания о религии. Более того, ко мне приходили письма от читателей, в которых они признавались, что после прочтения нашего журнала они становились верующими. Скажу вам, что часто статьи нашего журнала были единственным источником знания о религии».

### Критические
О. Т. Брушлинская отмечает, что за публикацию журналом повести В. Ф. Тендрякова «Апостольская командировка», где главным героем выступает «учёный, не отвергающий религию», а общий смысл произведения заключался «в том, что нельзя никому навязывать ни веру, ни неверие» критиковал И. А. Крывелёв в своей статье в газете «Известия».
А. Л. Дворкин отмечает, что 
Есть в России ньюэйджевские печатные органы — например, некогда атеистический журнал «Наука и религия»…

По словам О. Т. Брушлинской «Самым страшным было сделать ошибку в цитатах из Ленина, Маркса, Энгельса. А в нашем случае — ещё и из Библии, мы ведь и Библию цитировали. За малейшую ошибку лишали премии, наказывали выговором, в общем, выволочка была. А уж ошибка в цитатах Ленина — это просто катастрофа, на самом деле».